# Distrito de Bayreuth
El distrito de Bayreuth es un distrito del estado alemán de Baviera. Tiene una población estimada, a fines de 2023, de 104 487 habitantes.

## Ciudades y municipios
| Ciudades | Municipios | |
| --- | --- | --- |
| 1. Bad Berneck im Fichtelgebirge 2. Betzenstein 3. Creussen 4. Gefrees 5. Goldkronach 6. Hollfeld 7. Pegnitz 8. Pottenstein 9. Waischenfeld | 1. Ahorntal 2. Aufseß 3. Bindlach 4. Bischofsgrün 5. Eckersdorf 6. Emtmannsberg 7. Fichtelberg 8. Gesees 9. Glashütten 10. Haag 11. Heinersreuth 12. Hummeltal | 1. Kirchenpingarten 2. Mehlmeisel 3. Mistelbach 4. Mistelgau 5. Plankenfels 6. Plech 7. Prebitz 8. Schnabelwaid 9. Seybothenreuth 10. Speichersdorf 11. Warmensteinach 12. Weidenberg |